# Takemoto Yasuhiro
Takemoto Yasuhiro (Nhật: 武本 康弘 (Võ Bản Khang Hoằng) 5 tháng 4 năm 1972 – 18 tháng 7 năm 2019) là một họa sĩ diễn hoạt, đạo diễn truyền hình và đạo diễn điện ảnh người Nhật Bản. Ông làm việc ở Kyoto Animation cho gần như toàn bộ sự nghiệp hoạt hình của mình sau khi gia nhập công ty vào năm 1996 cho đến khi qua đời vào năm 2019.

## Công việc
Sau khi tốt nghiệp, ông vào học tại Học viện hoạt hình Yoyogi danh tiếng, một học viện hoạt hình chuyên ngành nằm ở Yoyogi, Shibuya, Tokyo. Sau khi tốt nghiệp, ông gia nhập xưởng phim hoạt hình Kyoto Animation, nơi ông trở thành một trong những thành viên quan trọng nhất xưởng phim.
Công việc chính đầu tiên của ông là đạo diễn bắt đầu vào năm 2003 với Full Metal Panic? Fumoffu. Hai năm sau, ông chỉ đạo phần tiếp theo của mình: Cuộc tấn công thứ hai. Năm 2007, Takemoto đã thay Yamamoto Yutaka đạo diễn phim Lucky Star sau khi ông ta bị sa thải. Ông cũng đạo diễn sêri ONA Haruhi Suzumiya và Nyorōn Churuya-san, và là đồng đạo diễn với Ishihara Tatsuya của mùa thứ hai của Haruhi Suzumiya, phát sóng năm 2009, cũng như bộ phim The Disappearance of Haruhi Suzumiya.
Năm 2012, ông phụ trách đạo diễn Hyouka, dựa trên một loạt tiểu thuyết bí ẩn của Yonezawa Honobu. Trong sê-ri hợp tác với biên kịch  viên Gatoh Shoji, tác giả của Full Metal Panic!. Hai năm sau, vào năm 2014, Yasuhiro được giao nhiệm vụ chỉ đạo một loạt tiểu thuyết khác của Shoji, Amagi Công viên rực rỡ.
Yasuhiro có một kiến thức tuyệt vời về âm nhạc cổ điển. Âm nhạc của Haruhi Suzumiya tập 11 và sự lựa chọn của mảnh của Erik Satie cho bộ phim The Disappearance of Haruhi Suzumiya đều là ý tưởng của ông.

## Qua đời
Bốn ngày sau vụ phóng hoả Kyoto Animation vào ngày 18 tháng 7 năm 2019, Yasuhiro được cha mình báo cáo mất tích, cha ông nói rằng "con tôi không biết đang ở đâu".  Ông sau đó được xác nhận qua đời bởi thân nhân.

## Sự nghiệp làm phim

### Đạo diễn
- Amagi Công viên rực rỡ: Đạo diễn, đạo diễn tập phim (tập 3, 7)
- Free! (TV series): Đạo diễn, phân cảnh
- Full Metal Panic? Fumoffu: Đạo diễn, Screenplay (tập 5), phân cảnh (tập 1, 9, 12), đạo diễn tập phim (tập 12)
- Full Metal Panic!: Đạo diễn[8]
- Kem đá: Đạo diễn, cốt truyện (tập 11.5), phân cảnh (OP, ED 1, ED 2, tập 1-2, 22), đạo diễn tập phim (tập 1, 22)
- Lucky Star (manga): Đạo diễn (tập 5 onwards)
- Hầu gái rồng nhà Kobayashi: Đạo diễn, cốt truyện (tập 3, 7, 9), phân cảnh (OP, ED, tập 1-3, 13)[9]
- Suzumiya Haruhi: Đạo diễn
- Nurse Witch Komugi: Đạo diễn (tập 1-2), phân cảnh (tập 1-2), đạo diễn tập phim (tập 1-2)
- Suzumiya Haruhi no Shōshitsu: Đạo diễn, phân cảnh, hoạt ảnh; Chief direction by Ishihara Tatsuya)
- Suzumiya Haruhi: Đạo diễn

### Khác
- AIR: phân cảnh (tập 3, 6), đạo diễn tập phim (tập 3), hoạt ảnh (OP, tập 3)
- Kyoukai no Kanata: phân cảnh (tập 2, 4, 10), đạo diễn tập phim (tập 2, 4, 10)
- Kyoukai no Kanata: hoạt ảnh
- CLANNAD: phân cảnh (tập 10, 16, 22), đạo diễn tập phim (tập 10, 16, 22), hoạt ảnh (tập 10, 22)
- CLANNAD: phân cảnh (tập 5, 24), đạo diễn tập phim (tập 24)
- Hare & Guu: phân cảnh (tập 14, 24), đạo diễn tập phim (tập 14, 24)
- K-ON!: hoạt ảnh (tập 10)
- K-ON!!: phân cảnh (tập 9, 23, 27), đạo diễn tập phim (tập 27)
- Master of Mosquiton: hoạt ảnh
- Nichijō: phân cảnh (tập 8, 16, 22, 25), đạo diễn tập phim (tập 8, 16, 22, 25), hoạt ảnh (tập 2, 8)
- Sound! Euphonium: phân cảnh (tập 7), đạo diễn tập phim (tập 7), hoạt ảnh (OP, tập 7)
- Sound! Euphonium: phân cảnh (tập 2)
- Sound! Euphonium: phân cảnh
- Tenchi the Movie:Tenchi Muyo in Love: hoạt ảnh
- Tenchi Universe: hoạt ảnh (tập 23)
- The Family's Defensive Alliance: đạo diễn tập phim (tập 6)
- The Melancholy of Haruhi Suzumiya: phân cảnh (tập 11), đạo diễn tập phim (tập 11)
- The SoulTaker: phân cảnh (tập 3, 6), đạo diễn tập phim (tập 3, 6)
- Violet Evergarden: phân cảnh (tập 4, 9), đạo diễn tập phim (tập 9)